# Амбетиевская школа
Амбе́тиевская школа (греч. Αμπέτειο Σχολή του Καΐρου) — среднее грекоязычное учебное заведение в Каире (Египет), находящееся под протекторатом Синайской архиепископии (Иерусалимского Патриархата) и Александрийского Патриархата.

## История
Основана в 1860 году как средняя школа для мальчиков греческого происхождения. Основателями выступили братья Георгий (греч. Γεωργίου), Анания (греч. Ανανία) и Рафаил (греч. Ραφαήλ) Амбет (греч. Αμπέτ) купцы-греки подданные России. Школа существовала на проценты от капитала, пожертвованного братьями Амбет школе. По уставу управляла школой особая эфория под председательством Синайского Архиепископа при участии одного из членов фамилии Амбет и пяти выборных членов от каирской греческой православной общины.
По типу обучения школа представляла собой гимназию. В конце XIX — начале XX века в школе обучались не только православные греки и арабы, но и мальчики-мусульмане. Первоначально среди предметов преподавался и русский язык. Количество учащихся в некоторые годы достигало 700 человек.
С 1946 года выходил школьный журнал «ΚΑΔΜΟΣ», издание которого восстановлено с 1990-х.

## Современное положение
В 1996 году в Афинах основана Ассоциация выпускников Амбетиевской школы с целью объединения всех выпускников гимназии.
25 марта 2010 года в присутствии архиепископа Синайского Дамиана (Самартзиса) школа отметила 150-летие своего существования.
Среди выпускников школы известные церковные и государственные деятели греческого происхождения.

## Известные выпускники
- Григорий II (Манятопулос) — архиепископ Синайский
- Порфирий III (Павлинос) — архиепископ Синайский
- Порфирий II (Логофет) — архиепископ Синайский